# Elisabet de Borbó (1614-1664)
Elisabet de Borbó - Élisabeth de Bourbon, Mademoiselle de Vendôme - (París, agost de 1614 - ibídem 19 de maig de 1664) fou una noble francesa, filla del duc de Vendôme Cèsar de Borbó (1594 - 1665) i de la duquessa Francesca de Lorena (1592 - 1669). L'11 de juliol de 1643 es va casar al Louvre amb el duc Carles Amadeu de Savoia, duc de Nemours (1624 - 1652), fill del duc Enric de Savoia, duc de Nemours (1572 - 1632) i d'Anna de Lorena (1600 - 1638). El matrimoni va tenir cinc fills:
1. Maria Joana Baptista de Savoia (1644 - 1724), casada amb Carles Manuel II de Savoia (1634 - 1675).
2. Maria Francesca de Savoia (1646 - 1683), casada primer amb el rei Alfons VI de Portugal (1643 - 1683), i després amb el també rei Pere II de Portugal (1648 - 1706).
3. Josep, nascut i mort el 1649.
4. Francesc de Savoia, nascut i mort el 1650.
5. Carles Amadeu de Savoia, nascut i mort el 1651.